# Tok piszin Wikipédia
A tok piszin Wikipédia (tok piszin nyelven Wikipedia long Tok Pisin) a Wikipédia projekt tok piszin nyelvű változata, egy szabadon szerkeszthető internetes enciklopédia.
2004. április 4-én indult, 2011 júniusában 1000-nél több szócikkel rendelkezett, ezzel a szócikkek száma szerinti sorrendben a 200. hely környékén volt található.
A tok piszin Wikipédiának 1 adminja, 14 758 felhasználója van, melyből 20 fő az aktív szerkesztő. A lapok száma (beleértve a szócikkeket, vitalapokat, allapokat és egyéb lapokat is) 5 766, a szerkesztések száma pedig 88 035.

## Mérföldkövek
- 2016 - elindul az oldal
- Jelenlegi szócikkek száma: 1 386